# 神道心月流
神道心月流（しんとうしんげつりゅう）とは原田利一が開いた武道の流派。
原田利一は、稲穂鑑山より八光流柔術を、小西康裕より神道自然流空手術を、藤田西湖より心月流手裏剣術を学んだ。この他、兼相流柔術、神伝流居合、根岸流手裏剣術を学び、神道心月流を開いた。